# Claudette Bradshaw
Pour les articles homonymes, voir Bradshaw.
Claudette Bradshaw (née le 8 avril 1949 à Moncton et morte le 26 mars 2022 dans la même ville) est une travailleuse sociale, directrice générale et femme politique canadienne du Nouveau-Brunswick. Elle est la première Acadienne à occuper un poste de ministre au gouvernement fédéral.

## Biographie
Claudette Bradshaw (née Arsenault) naît à Moncton dans le comté de Westmorland. En 1974, elle crée le programme Headstart, destiné aux enfants et aux familles défavorisées. Elle devient députée du Parti libéral du Canada dans la circonscription fédérale de Moncton en 1997. Réélue dans Moncton—Riverview—Dieppe en 2000 et en 2004, elle annonce en 2005 qu'elle ne se représentera pas aux élections qui survinrent en 2006.
Durant son passage à la Chambre des communes, elle fut ministre du Travail de 1998 à 2004 et ministre responsable des sans-abri de 2003 à 2004 dans le cabinet du premier ministre Jean Chrétien. Après les élections de 2004, le premier ministre Paul Martin l'abaissa au poste de ministre d'État affectée au Développement des ressources humaines de 2004 à 2006. Précédemment, elle fut ministre d'État chargée du Multiculturalisme et de la Situation de la femme en 2002. Elle occupa également les fonctions de ministre régional du Nouveau-Brunswick de 1998 à 2003 et de secrétaire parlementaire du ministre responsable de la Francophonie et du ministre de la Coopération internationale de 1997 à 1998.
Peu après sa retraite de la vie politique fédérale, des spéculations faisaient état d'un possible retour en politique provinciale à titre de candidate du Parti libéral du Nouveau-Brunswick dans la circonscription de Kent-Sud. Bradshaw annonça ensuite ne pas être intéressée à revenir en politique. Néanmoins, elle fut une conseillère spéciale du futur premier ministre Shawn Graham lors des élections provinciales de 2006.
En 2009, elle devint membre de l'Ordre du Nouveau-Brunswick. En 2020, elle reçoit le Prix des droits de la personne du Nouveau-Brunswick.
Elle meurt le 26 mars 2022 à son domicile de Moncton d'un cancer du poumon,.

## Distinctions
- 2001 : Doctorat honoris causa en travail social de l'Université de Moncton[5]
- 2009 : Ordre du Nouveau-Brunswick[6]
- 2010 : Ordre de Moncton[7]
- 2014 : Doctorat honoris causa en sociologie de l'Université d'Ottawa[5]
- 2020 : Prix des droits de la personne du Nouveau-Brunswick[4]